# Gergelyffy András (főszolgabíró)
Gergelyffy András, Gergelyfy Endre (Máriapócs, Szabolcs vármegye, 1885. július 29. – 1954 után) magyar jogász, főszolgabíró, országgyűlési képviselő.

## Élete
1885-ben született Máriapócson, Gergelyfy Dezső földbirtokos és Pekárcsik Anna római katolikus szülők gyermekeként. Középiskolai tanulmányait a kassai premontrei gimnáziumban folytatta, majd a kolozsvári egyetemen tanult tovább, ahol jogot hallgatott; ugyanott avatták 1907-ben államtudományi doktorrá. Közigazgatási pályáját ugyanabban az évben mint gyakornok kezdte meg Szabolcs vármegyében, és 1913-ban nevezték ki szolgabíróvá.
Az első világháború kitörésekor, 1914-ben – bár felmentése volt a katonai szolgálat alól – önként bevonult szolgálattételre a kassai 5. honvéd huszárezredhez. 16 hónapot töltött az orosz fronton, huszár főhadnagyi rangban, több ütközetben is részt vett; katonai érdemeiért elnyerte a Signum Laudist.
1917-ben vármegyéjében másodfőjegyzővé választották meg, 1919 májusában pedig a nagykállói járás főszolgabírójának tették meg. E minőségében 1927-ben hosszabb tanulmányutat tett Szabolcs vármegye hivatalos megbízásából Németországban, ahol a német birodalmi közigazgatás berendezkedését, szervezeti és működési rendjét tanulmányozta. Hivatalából 1935-ben vonult nyugalomba.
Még ugyanabban az évben bekapcsolódott az országos politikai életbe, amikor is elindult az akkori országgyűlési választáson a nagykállói választókerületben, és mandátumot is szerzett, a Nemzeti Egység Pártja jelöltjeként. Országgyűlési képviselő maradhatott a következő, 1939-es választás után is, korábbi – időközben kissé átalakult és nevet változtatott – jelölő szervezete, a Magyar Élet Pártja színeiben, a nagykálló-nyírbátori kerületben.
Igen aktív tagja volt a képviselőháznak, főleg közigazgatási ügyekben, több belügyi törvényjavaslatnak ő volt az előadója – például a hatósági orvosi szolgálat szabályozásáról, a városi számvevőségek állami kézbe vételéről, vagy a közúti közlekedés szabályozásáról szóló javaslatoknak. Tagja volt a képviselőház állandó igazoló bizottságának, az igazságügyi és a közigazgatási bizottságoknak, utóbbiban jegyzői feladatkört is ellátott. Társadalmi szervezetekben is szerepet vállalt, az Országos Frontharcos Szövetségnek ő volt a nagykállói elnöke.
1954. október 26-án a nyíregyházai plébániatemplomban házasságot kötött Bodnár Ilonával (1894 k.−1980. december 15.)